# Rainald II. (Tonnerre)
Rainald von Nevers († 1148 bei Laodikeia) war ein Graf von Tonnerre aus dem Haus Monceaux. Er war ein jüngerer Sohn des Grafen Wilhelm II. von Nevers, aus dessen umfangreichem Erbe er die vergleichsweise kleine Grafschaft Tonnerre als Rainald II. erhielt.
Gemeinsam mit seinem älteren Bruder, Graf Wilhelm III. von Nevers, nahm Rainald im Jahr 1146 in Vézelay mit König Ludwig VII. und anderen französischen Großen das Kreuz zum zweiten Kreuzzug. Im Verlauf dieses Unternehmens wurde er in einer Schlacht gegen die Rum-Seldschuken bei Laodikeia (Kleinasien, Türkei) getötet.
Weil Rainald keine Nachkommen hatte, ging Tonnerre an seinen Bruder Wilhelm III. über.